# Elvir Bolić
Elvir Bolić (Zenica, 10. oktobar 1971) bivši je bosanskohercegovački fudbaler i reprezentativac.
Najveći deo igračke karijere proveo je u Turskoj igrajući za tamošnje klubove Galatasaraj i Fenerbahče, dok je za reprezentaciju BiH nastupao deset godina te jedno kraće vreme bio njen kapiten i pomoćni trener.
Zbog dugog igranja u Turskoj, Bolić je stekao pravo na tursko državljanstvo; na turskom jeziku se zove ’Elvir Bolič’ (tur. Elvir Boliç). Portal Javno.ba uvrstio ga je na spisak deset najvećih fudbalera iz BiH nakon osamostaljenja države.

## Karijera

### Klupska karijera
Fudbalsku karijeru je započeo u omladinskom pogonu zeničkog Čelika, dok je za seniore istog kluba debitovao 1988. godine. Tada je bio član jedne od najboljih Čelikovih mladih generacija, koju su osim njega činili Mirsad Hibić, Senad Brkić i Nermin Šabić. Naime, klub se tada takmičio u nižim jugoslovenskim ligama, zbog čega je bio prisiljen zasnivati se na igračima iz sopstvenog pogona. To je ujedno pomoglo Boliću da pokaže svoj talenat, zbog čega su ga uočili skauti Crvene zvezde iz Beograda, koji su ga doveli u svoj klub u decembru 1991. godine.
Tadašnje rukovodstvo kluba sa Marakane činili su Dragan Džajić i Vladimir Cvetković, imali su veliko poverenje u zeničkog igrača koji je bio standardan na poziciji veznog igrača. Međutim, zbog političke situacije u Jugoslaviji i početka Rata u BiH, Bolić u junu 1992. napušta kamp jugoslovenske reprezentacije te rukovodstvu matičnog kluba javlja da se neće vraćati u Beograd.
Nakon toga, Bolić odlazi u Tursku, gde jedno kraće vreme nastupa za Galatasaraj, nakon čega prelazi u Gazijantepspor za koji je igrao dve sezone. Godine 1995. prelazi u istanbulski Fenerbahče, gde je igrao sledećih pet godina. S klubom je u svojoj debitantskoj sezoni osvojio tursko prvenstvo.
Posle tog perioda, Bolić odlazi u španski Rajo Valjekano, da bi se 2003. vratio u Tursku. Tamo je igrao za Istanbulspor, Genčlerbirligi, Malatjaspor, te u sezoni 2005/06. ponovo za Istanbulspor. Igračku karijeru Bolić je završio 2006. godine u HNK Rijeci, a klub je napustio u septembru iste godine.
Bolić će u Turskoj ostati upamćen i kao strelac jedinog gola u utakmici protiv Mančester junajteda, gde je prekinuo niz od 50 godina nepobedivosti Crvenih đavola na Old Trafordu u Evro kupovima.
Posle igračke karijere, Bolić je zajedno s bivšim reprezentativnim saigračem Mehom Kodrom organizovao prijateljsku humanitarnu utakmicu u Sarajevu, pod nazivom „Kodro, Bola i prijatelji”, između bivših bosanskohercegovačkih fudbalskih legendi. Jedan od razloga organizovanja te utakmice bio je da se skrene pažnja na potrebu za promenama u Fudbalskom savezu Bosne i Hercegovine. Zbog toga je susret odigran u isto vreme kao i prijateljska utakmica u Zenici između reprezentacija BiH i Azerbejdžana. Bolićevu i Kodrinu inicijativu podržali su i navijači, tako da je susret legendi u Sarajevu pratilo 15.000 gledalaca (a reprezentativni susret u Zenici svega 50-ak). Takođe, sarajevsku utakmicu uživo je prenosila i Federalna TV, a u njoj su učestvovali brojni tadašnji reprezentativci, dok je na kraju pobedio Kodrin tim ukupnim rezultatom 11 : 9.
Bolić je 2008. godine jedno kratko vreme bio i reprezentativni pomoćnik Kodri koji je tada bio privremeni selektor.

### Reprezentativna karijera

#### Jugoslavija do 18
Bolić je u periodu od 1991. do 1992. nastupao za jugoslovensku reprezentaciju do 18 godina, za koju je odigrao 12 utakmica i postigao deset pogodaka.

#### BiH
Za reprezentaciju Bosne i Hercegovine debitovao je 1. septembra 1996. u kvalifikacionoj utakmici za Svetsko prvenstvo 1998. protiv Grčke. Tokom sledećih deset godina, Bolić je odigrao ukupno 51 utakmicu te pritom postigao 22 pogotka. Time je postao najbolji strelac reprezentacije. Njegov rekord kasnije su srušili Edin Džeko i Zvjezdan Misimović.
Takođe, Elvir Bolić je u šest utakmica bio kapiten reprezentacije.
Poslednju utakmicu u dresu Zmajeva odigrao je 6. septembra 2006. protiv Mađarske.

##### Pogoci za reprezentaciju
| #   | Datum               | Mesto                     | Protivnik          | Pogodak | Rezultat | Takmičenje                                          |
| --- | ------------------- | ------------------------- | ------------------ | ------- | -------- | --------------------------------------------------- |
| 1.  | 6. novembar 1996.   | Koševo, Sarajevo, BiH     | Italija            | 2 : 1   | 2 : 1    | prijateljska utakmica                               |
| 2.  | 10. novembar 1996.  | Ljubljana, Slovenija      | Slovenija          | 1 : 0   | 2 : 1    | Kvalifikacije za Svetsko prvenstvo u Francuskoj ’98 |
| 3.  | 5. novembar 1997.   | Tunis, Tunis              | Tunis              | 1 : 2   | 1 : 2    | prijateljska utakmica                               |
| 4.  | 20. avgust 1997.    | Koševo, Sarajevo, BiH     | Danska             | 2 : 0   | 3 : 0    | Kvalifikacije za Svetsko prvenstvo u Francuskoj ’98 |
| 5.  | 20. avgust 1997.    | Koševo, Sarajevo, BiH     | Danska             | 3 : 0   | 3 : 0    | Kvalifikacije za Svetsko prvenstvo u Francuskoj ’98 |
| 6.  | 10. septembar 1997. | Koševo, Sarajevo, BiH     | Slovenija          | 1 : 0   | 1 : 0    | Kvalifikacije za Svetsko prvenstvo u Francuskoj ’98 |
| 7.  | 5. jun 1999.        | Koševo, Sarajevo, BiH     | Litvanija          | 2 : 0   | 2 : 0    | Kvalifikacije za EURO 2000                          |
| 8.  | 9. jun 1999.        | Toftir, Farska Ostrva     | Farska Ostrva      | 1 : 0   | 2 : 2    | Kvalifikacije za EURO 2000                          |
| 9.  | 9. jun 1999.        | Toftir, Farska Ostrva     | Farska Ostrva      | 2 : 2   | 2 : 2    | Kvalifikacije za EURO 2000                          |
| 10. | 4. septembar 1999.  | Koševo, Sarajevo, BiH     | Škotska            | 1 : 1   | 1 : 2    | Kvalifikacije za EURO 2000                          |
| 11. | 16. avgust 2000.    | Koševo, Sarajevo, BiH     | Turska             | 1 : 0   | 2 : 0    | prijateljska utakmica                               |
| 12. | 27. mart 2002.      | Grbavica, Sarajevo, BiH   | Severna Makedonija | 1 : 0   | 4 : 4    | prijateljska utakmica                               |
| 13. | 27. mart 2002.      | Grbavica, Sarajevo, BiH   | Severna Makedonija | 4 : 2   | 4 : 4    | prijateljska utakmica                               |
| 14. | 29. mart 2003.      | Bilino polje, Zenica, BiH | Luksemburg         | 1 : 0   | 2 : 0    | Kvalifikacije za EURO 2004                          |
| 15. | 11. oktobar 2003.   | Koševo, Sarajevo, BiH     | Danska             | 1 : 1   | 1 : 1    | Kvalifikacije za EURO 2004                          |
| 16. | 31. mart 2004.      | Luksemburg, Luksemburg    | Luksemburg         | 2 : 0   | 2 : 1    | prijateljska utakmica                               |
| 17. | 8. septembar 2004.  | Bilino polje, Zenica, BiH | Španija            | 1 : 1   | 1 : 1    | Kvalifikacije za Svetsko prvenstvo u Nemačkoj ’06   |
| 18. | 2. februar 2005.    | Teheran, Iran             | Iran               | 1 : 0   | 1 : 2    | prijateljska utakmica                               |
| 19. | 30. mart 2005.      | Koševo, Sarajevo, BiH     | Litvanija          | 1 : 0   | 1 : 1    | Kvalifikacije za Svetsko prvenstvo u Nemačkoj ’06   |
| 20. | 8. oktobar 2005.    | Bilino polje, Zenica, BiH | San Marino         | 1 : 0   | 3 : 0    | Kvalifikacije za Svetsko prvenstvo u Nemačkoj ’06   |
| 21. | 8. oktobar 2005.    | Bilino polje, Zenica, BiH | San Marino         | 2 : 0   | 3 : 0    | Kvalifikacije za Svetsko prvenstvo u Nemačkoj ’06   |
| 22. | 8. oktobar 2005.    | Bilino polje, Zenica, BiH | San Marino         | 3 : 0   | 3 : 0    | Kvalifikacije za Svetsko prvenstvo u Nemačkoj ’06   |

## Osvojeni trofeji

### Klupski trofeji
| Klub        | Trofej           | Sezona  |
| Turska      | Turska           | Turska  |
| ----------- | ---------------- | ------- |
| Galatasaraj | Tursko prvenstvo | 1992/93 |
| Galatasaraj | Turski kup       | 1992/93 |
| Fenerbahče  | Tursko prvenstvo | 1995/96 |

## Spoljašnje veze
- Elvir Bolić na sajtu  (jezik: engleski)
- Elvir Bolić na sajtu